# Blaník (námořní loď)
 Blaník byla první ze čtyř lodí, určených pro dopravu materiálu i lidí na Kubu. Postavili ji v Polsku, stala se v roce 1967 součástí flotily společnosti Československá námořní plavba.

## Historie lodě
Loď určenou pro přepravu kusového materiálu vyrobili v Polsku s určením pro Afriku, Československá námořní plavba ji koupila již téměř dostavěnou v roce 1967. Byla vybavena motorem Schulzer na lehkou naftu, pak byl upraven na lacinější těžké palivo. Motor umožnil vyvinout rychlost 14,7 uzlu.
Měla původně i kajuty pro cestující, ty však byly brzo zrušeny ve prospěch kajut posádky a rodinných příslušníků. Stejně tak byly zrušeny ve prospěch nákladních prostor málo využívané chladírenské prostory.
Protože zásobovala Kubu i v době blokády, byla loď zapsána na černou listinu v mnoha přístavech světa.
Pro Československo loď vykonala 196 plaveb a byla vysoce zisková. Byla prodána roku 1990. Sešrotována byla v roce 1999.